# Hervé Jaubert
Pour les articles homonymes, voir Jaubert.
Hervé Jaubert (né en 1956) est un entrepreneur français résidant actuellement aux États-Unis après s'être évadé des Émirats arabes unis.
Avant de créer une filiale de Dubai World, il aurait travaillé pour la DGSE comme agent secret.
En 1996, il lance une entreprise pour construire des sous-marins de loisir. En 2004, Sultan Bin Sulayem, le Président de Dubai World lui offre un partenariat et l'invite à s'installer à Jebel Ali aux Émirats arabes unis avec le groupe Dubai World. En 2009, après avoir appris qu'il s'était évadé de Dubai sans son passeport et qu'il était sur le point de publier un livre sur son histoire, Dubai World l'accuse d'avoir détourné 4 millions de dollars d'équipement, déclarant en outre que deux des sous-marins livrés ne fonctionnaient pas. 
Condamné en juin 2009 par contumace à 5 ans de prison, Hervé Jaubert a déposé plainte contre Dubai World auprès d'un tribunal de Floride pour diffamation, abus de pouvoir, fraude et détention illégale. Le 28 mars 2011, un tribunal de Floride refusa de faire droit à la demande d'indemnisation de Dubaï World (en anglais : Dubai World, sans tréma) et rejeta également la plainte en diffamation d'Hervé Jaubert.
Il a publié 7 livres entre 1995 et 2019 (3 en langue française et 4 en anglais)

## Disparition de la princesse Latifa
En février 2018, dans une vidéo postée sur les réseaux sociaux, la princesse Latifa al Maktoum, fille de l'émir de Dubaï, dénonce les sévices dont elle serait victime de la part de son père et annonce sa tentative d'évasion de son pays. Hervé Jaubert la recueille sur son yacht Nostromo, mais est arraisonné au large de l'Inde par des militaires indiens qui remettent la princesse entre les mains des forces émiraties, selon les témoignages de l'équipage. 
En février 2021, elle transmet une vidéo à des médias occidentaux où elle affirme être retenue contre son gré dans une villa transformée en prison et craindre pour sa vie.
Les Émirats[Lesquels ?] quant à eux dénoncent un « plan acharné pour ternir la réputation de Dubaï ».